# Mikael Sotnikov
Mikael Sotnikov, född 21 maj 1904 i Ryssland, död 7 mars 1978 i Stockholm, var en rysk-svensk musiker.

## Filmmusik
- 1945 – Brott och Straff - balalajkamusik med sång

## Filmografi roller
- 1945 – Galgmannen – fiolspelaren
- 1950 – Pimpernel Svensson - flyktinghaj
- 1956 – Flickan i frack - violinist